# Hwacha
Hwacha eller Hwach'a(hangul:화차; hanja: 火車; Bogstavelig "ildvogn") er et våben udviklet i Korea, der kunne afskyde adskillige pile på én gang ved brug af krudt.
Våbenet blev udviklet i det 14. århundrede i krigen under Sejong den Store og brugt i Korea. Nogle kunne afskyde omkring ethundrede pile med jernspidser eller i senere år til op til tohundrede ildpile ("Singijeon").
Våbenet bestod af en vogn på to hjul, med et bord der var fyldt med huller, hvor ammunitionen blev indsat. Pilene kunne nå en afstand på cirka 450 meter i flere omgange.
Første gang at en hwacha blev brugt var i året 1409 under Joseon dynastiet
Ved angreb på en hær, var den yderst effektiv. Formationen af hæren var ofte tæt, og da pilene ofte spredtes på et lille område, og kunne ramme flere mennesker ved en enkelt angreb, kunne det påvirke modstanderens perception.

## Myte eller sandt
Medlemmere af TV-programmet på Discoverys MythBusters, byggede en Hwacha og testede den 22. oktober 2008. De testede tre faktorer:
- Kan den skylde pile over en afstand på 500 yards (457 meter)?
- Ville pilene eksplodere ved kollision og have fatale konsekvenser?
- Kan der samtidigt afskydes 200 pile ved et enkelt skud?

Alle tre faktorer blev bekræftet. Selvom pilene nåde længere end målet, landede de stadig i et meget lille område. Hvis der havde været tale om en stor hær, ville angrebet have lavet store skader. Hermed blev historiske rapporter bekræftet.